# 4226 Damiaan
A 4226 Damiaan (ideiglenes jelöléssel 1989 RE) a Naprendszer kisbolygóövében található aszteroida. Eric Walter Elst fedezte fel 1989. szeptember 1-én.